# Мовуазенська гребля
45°59′53″ пн. ш. 7°20′56″ сх. д. / 45.998° пн. ш. 7.34879° сх. д.
Мовуазенська гребля (фр. Barrage de Mauvoisin) — бетонна аркова гребля змінного радіуса у на річці Dranse de Bagnes в долині Валь-де-Бань, кантон Вале, Швейцарія. 
Будівництво споруди тривало в 1951 — 1957 роках з наступним заповненням водосховища у 1958-му. Первісна висота греблі становила 237 м. У 1991 році задля накопичення додаткового обсягу води для зимового періоду надбудували ще 13 метрів, що довело висоту греблі до 250 м при довжині по гребеню 520 м.
Дамба є частиною каскаду споруд дериваційних ГЕС, сумарна потужність якого 363 МВт. Вона утворює велике водосховище, ресурс з якого за допомогою деривації подається до гідроелектростанцій Фіоннай та Ріддес. Спочатку вода з озера Мовуазен надходить до трьох радіально-осьових турбін гідроагрегатів станції Фіоннай сумарною потужністю 138 МВт, які працюють при напорі у 482 метри. Далі вона спрямовується до ГЕС Ріддес, де, падаючи з висоти 1014 метрів, розкручує ковшові турбіни п'яти гідроагрегатів сумарною потужністю 225 МВт. Разом дві електростанції виробляють 943 млн кіловат-годин на рік.
Крім вироблення електроенергії, гребля служить для контролю паводків, попереджуючи повені на кшталт тих, що відбулись тут у 1595 і 1818 роках.
У 1960-70-х роках над греблею нависла загроза у вигляді одного з найбільших льодовиків Швейцарських Альп Giétro, сусіднього з озером Мовуазен. Через можливі льодопади існував ризик переповнення водосховища, але з 1980 року Giétro став відступати.

## Ресурси Інтернету
- Cross section of Mauvoisin Dam(фр.)

1. ↑  GEOnet Names Server — 2018.
2. ↑  Swiss Inventory of Cultural Property of Regional Significance, February 2017 — Swiss Federal Office for Civil Protection, 2018.
3. ↑  Swiss PCP Inventory 2023 — Swiss Federal Office for Civil Protection, 2023.